# Cerastis lata
Cerastis lata là một loài bướm đêm trong họ Noctuidae.